# Parathetesis convergens
Parathetesis convergens là một loài bọ cánh cứng trong họ Cerambycidae.